# H. Roland J.
Henrik Roland Jørgensen, kaldet H. Roland Jørgensen (født 1. oktober 1975) er en dansk filmproducer, filminstruktør og tidligere pornomodel bosat i Svendborg. Han er desuden forfatter (kilder påkrævet) og debattør (kilder påkrævet).

## Biografi

### 1993 – 2000
Den 3. oktober 1993, blot 3 dage efter hans 18 års fødselsdag medvirkede Roland i sin første pornofilm. Det var hans daværende kæreste, der gik med en drøm om at blive pornostjerne, der tog ham med på sin første scene for Uwe Baclau. Roland var dog ikke særligt interesseret i hvad der foregik foran kameraet, men havde stor interesse i hvad der foregik bag det. Forklaringen findes i, at Roland allerede på daværende tidspunkt var begyndt at arbejde med film, primært dokumentarfilm, men fik smag for at producere pornografi. Uwe Baclau hyrede Roland til at producere scener til sit tyske distributionsforlag på amatørniveau. Disse scener, der er med danske piger, der taler tysk, er desværre gået tabt da enken efter Uwe Baclau destruerede dem efter hans død. Fra 1993 til Uwe Baclau’s død i år 2000 producere Roland scener 2-3 gange om måneden. Dette, kombineret med Uwe Baclau’s egenskaber som lærer, gjorde, at Roland blev fortrolig med den intime atmosfære, der nødvendigvis findes på en pornografisk filmoptagelse.

### 2000 – 2004
Efter Uwe Baclau’s død i foråret 2000 tog Roland til København. Han havde egentligt opgivet at fortsætte i pornobranchen, der på dette tidspunkt var domineret af Michael Zile. Roland tog i stedet job som savværksarbejder og senere som vagtfunktionær. I efteråret 2001 døde Roland’s far og efterlod ham en arv. Roland startede straks sit eget anpartsselskab H. Roland J. Productions ApS. Hovedformålet var at udvikle bræt-, kort- og rollespil, og at dette skulle finansieres gennem pornografisk videoproduktion. De DVD-titler han producerede i denne periode blev udgivet af det hedengangne Lana Film, der sidenhen solgte rettighederne til Team Video Plus. Lana Film gik konkurs og dette fik Roland til selv at nedlægge sit anpartsselskab.

### 2004 – 2008
Efter nedlæggelsen af anpartsselskabet fik Roland job hos et broadcastselskab, der formidlede film af alle typer til lokal-tvstationer i Spanien. Roland stod for den pornografiske del af sortimentet indtil han forlod selskabet i foråret 2005 efter uoverensstemmelser med ledelsen. Kort for inden havde Roland taget kontakt til Team Video Plus, der bestilte 3 film af ham. Dette gjorde det muligt for ham at komme tilbage til produktionssiden af pornografien. I midten af 2005 producerede Roland 2 film i samarbejde med modellen Natalie North. Disse film blev solgt til Plaything, der efterfølgende ansatte Roland til at etablere og bestyre deres pornobutikker i Aalborg og Århus. Han fandt sammen med Natalie North igen og producerede endnu en film før en investorgruppe investerede i selskabet Pink Entertainment ApS, der havde Roland som producer. Hos Pink producerede Roland 4 film og successen så umiddelbart ud til at være inden for rækkevidde, men intern splid og manglende salg af filmene gjorde at Roland forlod Pink Entertainment. Han fandt igen sammen med Plaything og lavede endnu en film, men hans primære opgave var, at sælge film til butikker for Plaything. Da TV+ i sommeren 2007 bestilte 3 film forlod Roland Plaything og producerede disse for TV+. Senere samme år fandt han sammen med endnu en investorgruppe og producerede 4 filmtitler for dem. I samme periode blev selskabet SexAreUs oprettet.